# Maniitsoq (Aasiaat)
Maniitsoq (starým pravopisem Manîtsoĸ) je opuštěná grónská osada v okrese Aasiaat v kraji Qeqertalik.

## Poloha
Maniitsoq se nachází na velkém stejnojmenném ostrově, který tvoří severní konec souostroví v okrese a zasahuje do zálivu Disko. Kitsissuarsuit leží 15 km severozápadně a Aasiaat, hlavní město kraje, 6 km jižně.

## Historie
Maniitsoq byl obydlen dlouhodobě a v oblasti můžeme naleznout staré ruiny. V 18. století zde žilo mnoho Gróňanů, kteří se živili lovem bílých velryb a tuleňů grónských. V letech 1785 až 1786 padla celá populace osady za oběť epidemii. V roce 1794 zde opět žilo 28 lidí. V roce 1805 zde žilo 43 obyvatel, ale o tři roky později bylo opuštěné. V roce 1812 navštívil ostrov divadelník a mineralog Carl Ludwig Giesecke. Ve dvacátých letech 19. století žili na Maniitsoqu opět lidé, ale v roce 1829 bylo místo opět opuštěné. Teprve ve druhé polovině 19. století bylo místo znovu osídleno.
V roce 1915 žilo na tomto místě 57 lidí, kteří obývali osm domů. V obci bylo 16 lovců, z nichž jeden pracoval na částečný úvazek jako katecheta. Někteří z lovců pracovali na částečný úvazek v Aasiaatu, aby přežili. Některé ženy byly považovány za dobré tkalkyně a švadleny. Až do roku 1943 se počet obyvatel pohyboval mezi 43 a 57 osobami, pak prudčeji klesal. V roce 1952 odešlo posledních 16 obyvatel.
Do roku 1950 byl Maniitsoq jedinou další vesnicí v okrese Egedesminde. Při následné správní reformě se místo pobytu stalo součástí okresu Aasiaat, ale již o rok později bylo opuštěno.

## Rodáci
- Nathanael Steenholdt (1874–1919), severogrónský zemský rada